# Lee Badgett
Mary Virginia Lee Badgett (* 1960 in North Carolina, USA) ist eine US-amerikanische Ökonomin mit einem Schwerpunkt auf ökonomischer Ungleichheit in Bezug auf Personen, die der LGBTQ-Community angehören. Sie ist Professorin für Ökonomie an der University of Massachusetts Amherst.

## Leben
Lee Badgett erhielt 1982 ihren Bachelor in Ökonomie an der University of Chicago. 1990 wurde sie an der University of California, Berkeley im Fach Ökonomie promoviert. Von 1990 bis 1997 war sie als Assistant Professor an der University of Maryland, College Park tätig. Seit 1997 forscht und lehrt sie an der University of Massachusetts Amherst. Zusätzlich ist sie seit 2005 Research Director am Williams Institute der University of California, Los Angeles.

## Forschung
Badgetts Forschung widerlegte den Mythos, dass homosexuelle Personen tendenziell aus ökonomisch privilegierteren Schichten als heterosexuelle Personen stammen. Außerdem konnte sie zeigen, dass maskuline Attribute auf dem Arbeitsmarkt zu einer höheren Beschäftigungsrate führen und dass umgekehrt feminine Attribute mit niedrigeren Raten korrelieren.

## Bibliografie
- The Economic Case for LGBT Equality: Why Fair and Equal Treatment Benefits Us All (Beacon Press, 2020)
- The Public Professor: How to Use Your Research to Change the World (NYU Press, 2015)
- When Gay People Get Married: What Happens When Societies Legalize Same-Sex Marriage (NYU Press, 2009)
- Mit Frank Jefferson: Sexual Orientation Discrimination: An International Perspective (Routledge, 2007)
- Money, Myths, and Change: The Economic Lives of Lesbians and Gay Men (University of Chicago Press, 2001)